# Thermal Response Test
Ein Thermal Response Test (kurz TRT) ist ein In-situ-Test zur Bestimmung der effektiven (scheinbaren) mittleren Wärmeleitfähigkeit des Erdreichs.

## Durchführung
Der TRT wird an einer Erdwärmesonde durchgeführt. Angeschlossen wird eine Umwälzpumpe und ein Heizelement sowie Sensoren zur Aufzeichnung der Vor- und Rücklauftemperatur. Das Fluid, i. d. R. Wasser, wird bis zum Erreichen der ungestörten Untergrundtemperatur im Kreis gepumpt. Danach wird das Heizelement zugeschaltet, um das Wasser zu erwärmen. Das so erwärmte Wasser strömt durch die Erdwärmesonde und kühlt sich dabei ab. Die Austrittstemperatur des Wassers aus der Sonde wird gemessen, das Wasser läuft wieder durch das Heizelement und der Kreislauf wiederholt sich.
Die Norm SIA 384/6:2021 definiert die minimal zu beachtenden Randbedingungen für die Durchführung eines TRT. Ein TRT sollte eine minimale spezifische Heizleistung des Heizelementes von 30 W/m (bezogen auf die Länge der Erdwärmesonde) und eine maximale Temperaturspreizung des Fluids zwischen dem Eintritt und dem Austritt in die Erdwärmesonde von 4 K aufweisen. Werden diese Randbedingungen nicht eingehalten, resultiert ein systematischer Messfehler, der die Weiterverwendung der Messresultate verunmöglicht.

### Fläche
Benötigt wird eine Aufstellfläche von ca. 2 × 2 m. Ist diese öffentlich zugänglich, sollte eine Sicherung mit Bauzäunen für die Dauer des TRT erfolgen.

### Strom
Stromversorgung: Für eine Testsonde mit einer Tiefe von 150 m wird eine Leistung von ca. 6 kW benötigt. Ideal ist eine unterbrechungsfreie Versorgung mit 400V, 32A, 3 Phasen.

## Auswertung
Mit einem TRT können die effektive (scheinbare) Wärmeleitfähigkeit des Erdreichs und der effektive Bohrlochwiderstand unter Testbedingungen ermittelt werden. 